# Кейп-Сент-Джордж
Кейп-Сент-Джордж (англ. Cape St. George) — містечко в Канаді, у провінції Ньюфаундленд і Лабрадор.

## Населення
За даними перепису 2016 року, містечко нараховувало 853 особи, показавши скорочення на 10,1%, порівняно з 2011-м роком. Середня густина населення становила 25,5 осіб/км².
З офіційних мов обидвома одночасно володіли 230 жителів, тільки англійською — 620. Усього 5 осіб вважали рідною мовою не одну з офіційних.
Працездатне населення становило 40,1% усього населення, рівень безробіття — 35,1% (44,8% серед чоловіків та 26,7% серед жінок). 101,8% осіб були найманими працівниками, а 0% — самозайнятими.
Середній дохід на особу становив $30 226 (медіана $20 501), при цьому для чоловіків — $39 970, а для жінок $21 313 (медіани — $26 304 та $17 838 відповідно).
25,4% мешканців мали закінчену шкільну освіту, не мали закінченої шкільної освіти — 50%, 25,4% мали післяшкільну освіту, з яких 22,2% мали диплом бакалавра, або вищий.
| Статево-вікова структура населення | Статево-вікова структура населення | Статево-вікова структура населення | Статево-вікова структура населення | Статево-вікова структура населення |
| ---------------------------------- | ---------------------------------- | ---------------------------------- | ---------------------------------- | ---------------------------------- |
|                                    |                                    |                                    |                                    |                                    |
| Всього                             | Всього                             | 48,8%51,2%                         |                                    |                                    |
| 0 — 14 років                       | 0 — 14 років                       |                                    | 14,8%                              | 14,8%                              |
| 15 — 64 років                      | 15 — 64 років                      |                                    | 64,5%                              | 64,5%                              |
| 65 і більше                        | 65 і більше                        |                                    | 20,7%                              | 20,7%                              |
| 85 і більше                        | 85 і більше                        |                                    | 1,8%                               | 1,8%                               |
| Середній вік (років)               | Середній вік (років)               | 46,243,3                           | 44,7                               | 44,7                               |
| Медіана (років)                    | Медіана (років)                    | 51,446,7                           | 49,6                               | 49,6                               |
| — чоловіки — жінки                 |                                    |                                    |                                    |                                    |

| Походження мешканців:     | Походження мешканців:     | Походження мешканців: | Походження мешканців: | Походження мешканців: |
| ------------------------- | ------------------------- | --------------------- | --------------------- | --------------------- |
| Походження                |                           |                       | осіб                  | %                     |
| Корінні американці        | Корінні американці        |                       | 575                   | 68.05%                |
| Інше північноамериканське | Інше північноамериканське |                       | 285                   | 33.73%                |
| Європейське               | Європейське               |                       | 305                   | 36.09%                |
| британське                | британське                |                       | 115                   | 13.61%                |
| французьке                | французьке                |                       | 250                   | 29.59%                |
| Карибське                 | Карибське                 |                       | 10                    | 1.18%                 |

| Зайнятість населення за галузями (за класифікацією NOC): | Зайнятість населення за галузями (за класифікацією NOC): | Зайнятість населення за галузями (за класифікацією NOC): | Зайнятість населення за галузями (за класифікацією NOC): | Зайнятість населення за галузями (за класифікацією NOC): |
| -------------------------------------------------------- | -------------------------------------------------------- | -------------------------------------------------------- | -------------------------------------------------------- | -------------------------------------------------------- |
|                                                          |                                                          |                                                          |                                                          |                                                          |
| Бізнес, фінанси та адміністрування                       | Бізнес, фінанси та адміністрування                       |                                                          | 6,9%                                                     | 6,9%                                                     |
| Охорона здоров'я                                         | Охорона здоров'я                                         |                                                          | 5,2%                                                     | 5,2%                                                     |
| Освіта, правозахист, муніципальні та урядові служби      | Освіта, правозахист, муніципальні та урядові служби      |                                                          | 17,2%                                                    | 17,2%                                                    |
| Роздрібна торгівля та послуги                            | Роздрібна торгівля та послуги                            |                                                          | 15,5%                                                    | 15,5%                                                    |
| Гуртова торгівля, транспорт та обладнання                | Гуртова торгівля, транспорт та обладнання                |                                                          | 29,3%                                                    | 29,3%                                                    |
| Природні ресурси, сільське господарство                  | Природні ресурси, сільське господарство                  |                                                          | 6,9%                                                     | 6,9%                                                     |
| Виробництво                                              | Виробництво                                              |                                                          | 12,1%                                                    | 12,1%                                                    |

## Клімат
Середня річна температура становить 3,5°C, середня максимальна – 18,1°C, а середня мінімальна – -12,2°C. Середня річна кількість опадів – 1 325 мм.
| Клімат поселення                              | Клімат поселення | Клімат поселення | Клімат поселення | Клімат поселення | Клімат поселення | Клімат поселення | Клімат поселення | Клімат поселення | Клімат поселення | Клімат поселення | Клімат поселення | Клімат поселення | Клімат поселення |
| Показник                                      | Січ.             | Лют.             | Бер.             | Квіт.            | Трав.            | Черв.            | Лип.             | Серп.            | Вер.             | Жовт.            | Лист.            | Груд.            |                  |
| Середній максимум, °C                         | −2,06            | −3,09            | 0,32             | 5,10             | 9,89             | 14,69            | 17,45            | 18,14            | 14,45            | 9,21             | 4,59             | −0,57            |                  |
| Середня температура, °C                       | −6,61            | −7,62            | −4,2             | 0,57             | 5,35             | 10,15            | 14,25            | 14,92            | 11,22            | 5,99             | 1,37             | −3,79            |                  |
| Середній мінімум, °C                          | −11,15           | −12,15           | −8,74            | −3,97            | 0,83             | 5,62             | 11,00            | 11,68            | 7,99             | 2,75             | −1,88            | −7,02            |                  |
| Норма опадів, мм                              | 133              | 106              | 93               | 85               | 91               | 86               | 98               | 104              | 129              | 130              | 129              | 141              |                  |
| Середньомісячна швидкість вітру, м/с          | 7.35             | 6.75             | 6.38             | 5.80             | 5.15             | 4.70             | 4.40             | 4.47             | 5.05             | 5.74             | 6.35             | 7.15             |                  |
| Середньомісячна сонячна радіація, кДж/м²·день | 3691             | 6719             | 10991            | 14683            | 18022            | 19606            | 18907            | 16082            | 11949            | 7231             | 3897             | 2766             |                  |
| --------------------------------------------- | ---------------- | ---------------- | ---------------- | ---------------- | ---------------- | ---------------- | ---------------- | ---------------- | ---------------- | ---------------- | ---------------- | ---------------- | ---------------- |
| Джерело:                                      |                  |                  |                  |                  |                  |                  |                  |                  |                  |                  |                  |                  |                  |